# میلیونر (فیلم ۱۳۳۳)
میلیونر فیلمی به کارگردانی امین امینی و نویسندگی معزدیوان فکری ساختهٔ سال ۱۳۳۳ است.

## خلاصه داستان
زردوست» میلیونر طماعی است که برای خارج کردن مقداری جواهر به صورت قاچاق، ورزشکاری به نام «منوچهر» را استخدام می‌کند و به اتفاق او و نامزدش «مهری» به عنوان شکارچی از راه جنگل به راه می‌افتد…

## بازیگران
- اصغر تفکری
- هامازاسب
- خشایار (بازیگر)
- یاسمن
- رضا کریمی